# Impatiens calendulina
Impatiens calendulina är en balsaminväxtart som beskrevs av C. Grey-wilson. Impatiens calendulina ingår i släktet balsaminer, och familjen balsaminväxter. Inga underarter finns listade i Catalogue of Life.